# Райденко, Алексей Александрович
Алексей Александрович Райденко (10.12.1922 — 14.02.2005) —  командир орудия батареи 45-мм пушек 246-го гвардейского стрелкового полка (82-я гвардейская стрелковая дивизия, 8-я гвардейская армия, 1-й Белорусский фронт) гвардии сержант, участник Великой Отечественной войны, кавалер ордена Славы трёх степеней.

## Биография
Родился 10 декабря 1922 года в селе Покровка ныне Тальменского района Алтайского края в семье крестьянина. Русский. В 1933 году окончил 4 класса сельской школы. Работал в колхозе в селе Топчиха того же района, к 18 годам прошёл путь от разнорабочего до тракториста.
В октябре 1941 года был призван в Красную Армию Топчихинским райвоенкоматом. Службу начал на Дальнем Востоке, получил специальность артиллериста. На фронте с июля 1943 года воевал на Юго-Западном, 3-м Украинском и 1-м Белорусском фронтах.
К февралю 1944 года гвардии сержант Райденко воевал наводчиком 45-мм орудия 246-го гвардейского стрелкового полка 82-й гвардейской стрелковой дивизии. В составе этого полка прошёл до Победы.
В бою 27 февраля 1944 года, ведя огонь с прямой наводки, уничтожил 3 пулемётные точки, несколько гитлеровцев, в том числе двух снайперов. Награждён медалью «За отвагу».
19 августа 1944 года в ходе боя за населённый пункт Маниохы (16 км юго-восточнее города Варка, Польша) в критическую минуту боя выдвинул орудие на открытую огневую позицию впереди пехоты и уничтожил две огневые точки противника, мешавшие продвижению стрелковых подразделений.
Приказом по частям 82-й гвардейской стрелковой дивизии (№ 72/н) от 2 сентября 1944 года гвардии сержант Райденко Алексей Александрович награждён орденом Славы 3-й степени.
14 января 1945 года при прорыве обороны противника с Магнушевского плацдарма (юго-западнее города Магнушев, Польша) расчёт под командованием гвардии сержанта поразил 4 огневые точки, 2 дзота и более 10 гитлеровцев. 17 января в бою за город Рава-Мазовецка (Польша) огнём из орудия поддерживал наступающую пехоту, уничтожил 3 огневые точки противника.
Приказом по войскам 8-й гвардейской армии (№ 539/н) от 18 марта 1945 года гвардии сержант Райденко Алексей Александрович награждён орденом Славы 2-й степени.
20 февраля 1945 года при штурме цитадели города Познань (Польша) вместе с расчётом переправил орудие через ров и с ходу открыл огонь по контратакующим гитлеровцам. Поддержка артиллерии сразу изменила обстановку, противник стал пятиться назад. В этом бою расчёт уничтожил свыше 40 гитлеровцев, подавил 2 пулемётные точки. Был представлен в награждению орденом Славы 1-й степени.
22 апреля 1945 года был тяжело ранен в руку. День Победы он встретил в фронтовом госпитале. Здесь же узнал о высокой награде.
Указом Президиума Верховного Совета СССР от 31 мая 1945 года гвардии сержант Райденко Алексей Александрович награждён орденом Славы 1-й степени. Стал полным кавалером ордена Славы.
После выздоровления был демобилизован. Вернулся на родину.
Жил в городе Барнаул (Алтайский край). Работал на заводе «Трансмаш». Скончался 14 февраля 2005 года.
Награждён орденами Отечественной войны 1-й степени (11.03.1985), Славы 1-й степени (31.05.1945), 2-й (18.03.1945) и 3-й (18.03.1945) степеней, медалями, в т. ч. «За отвагу» (25.03.1944). 

## Награды
- Орден Отечественной войны I степени (11.03.1985)[3]
- Полный кавалер ордена Славы:
  - орден Славы I степени (31.05.1945)[4];
  - орден Славы II степени (18.03.1945)[5];
  - орден Славы III степени (18.03.1945)[6];
- медали, в том числе:
  - «За отвагу» (25.03.1944)[7]

- - «За оборону Сталинграда» (14.04.1944)[8]
  - «За освобождение Варшавы» (9.6.1945)[9]
  - «За взятие Берлина» (9.6.1945)[10]
  - «В ознаменование 100-летия со дня рождения Владимира Ильича Ленина» (6 апреля 1970)
  - «За победу над Германией в Великой Отечественной войне 1941—1945 гг.» (9 мая 1945[11])[12]
  - «20 лет Победы в Великой Отечественной войне 1941—1945 гг.» (7 мая 1965[13])
  - «30 лет Победы в Великой Отечественной войне 1941—1945 гг.»[14]
  - 40 лет Победы в Великой Отечественной войне 1941—1945 гг.[15]
  - «30 лет Советской Армии и Флота»[16]
  - «40 лет Вооружённых Сил СССР»[17]
  - «50 лет Вооружённых Сил СССР» (26 декабря 1967[18])
- Знак «25 лет победы в Великой Отечественной войне» (1970)

## Память
- На могиле установлен надгробный памятник
- Его имя увековечено в Главном Храме Вооружённых сил России, и навсегда запечатлено на мемориале «Дорога памяти»